# مارچلا آلبانی
مارچلا آلبانی (انگلیسی: Marcella Albani; ۷ دسامبر ۱۸۹۹ –  ۱۱ مهٔ ۱۹۵۹) هنرپیشه اهل ایتالیا بود.
از فیلم‌ها یا برنامه‌های تلویزیونی که وی در آن نقش داشته‌است می‌توان به صورتک‌ها و تئاتر اشاره کرد.